# 岩佐淳士
岩佐 淳士（いわさ あつし、1976年 - ）は、毎日新聞東京本社社会部所属の新聞記者。

## 主な記事
大野病院医療ミス：無理な処置で大量出血、医師不足も死亡原因に－－県事故調 ／福島(2005年04月01日)
福島県立大野病院事件
さくらちゃん心臓移植記事（2006年9月～12月）
毎日新聞の2007年の正月の大型企画記事「ネット君臨」にてネット上において情報発信の匿名性を問題視する。
公安調査庁元長官による朝鮮総連架空取引疑惑記事（2007年6月14日）
記者の目：「ネットでの『祭り』を取材して」（2007年6月28日)

## 主な著書
- 『ネット君臨』（毎日新聞取材班著）、毎日新聞社、2007年10月。ISBN 978-4-620-31836-3